# Tchornoe znamia

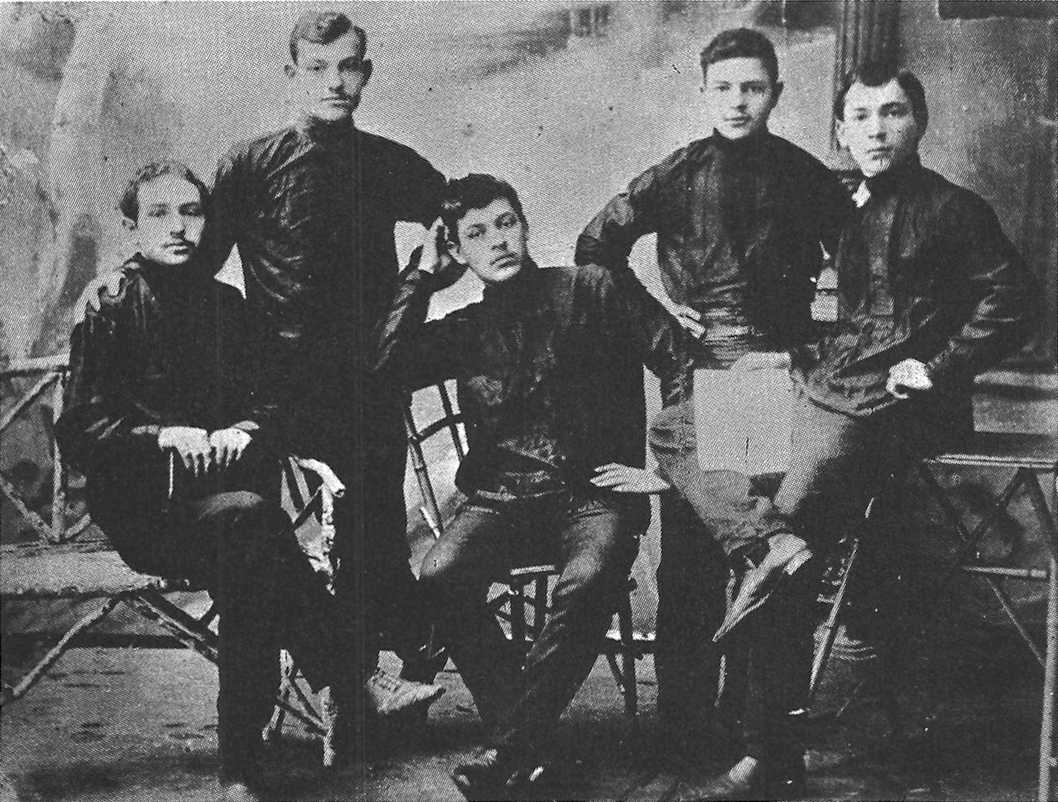
Encontro da organização em Minsk

Tchornoe Znamia (em russo: Чёрное знамя; em português: Bandeira Negra) ou Thernoznamentsy foi uma organização anarcocomunista surgida em 1903 como uma federação de diversos quadros. Tomou o seu nome da bandeira negra que é símbolo reconhecido do anarquismo.
Os Thernoznamentsy foram o primeiro grupo anarquista com uma política deliberada de terror contra a ordem estabelecida, à procura dos efeitos da propaganda pelo ato.
A maior presença social do Chernoe Znamia localizou-se nas províncias do Ocidente e do Sul do Império Russo, nomeadamente nas de Ucrânia, Polónia e a área ocidental da Grande Rússia. Estava composto maioritariamente por estudantes, operários fabris e artesãos de idades arredor de 20 anos e principalmente judeus.